# Platyura maritima
Platyura maritima är en tvåvingeart som först beskrevs av Becker 1907.  Platyura maritima ingår i släktet Platyura och familjen platthornsmyggor.
Artens utbredningsområde är Tunisien. Inga underarter finns listade i Catalogue of Life.